# Будинок товариства «Сокіл» (Снятин)
Будинок патріотичного тіловиховного та руханкового товариства «Сокіл» — пам'ятка архітектури Івано-Франківській області у містечку Снятин.

## Загальні відомості
Будівля розташований у містечку Снятин Івано-Франківській області. Побудована у кінці XIX століття послідовниками спільноти «Сокіл». 
Будинок знаходиться на вулиці Василя Симоненко 4. Тепер у будові діє Центр дитячої творчості та районна станція юних натуралістів.

## Світлини

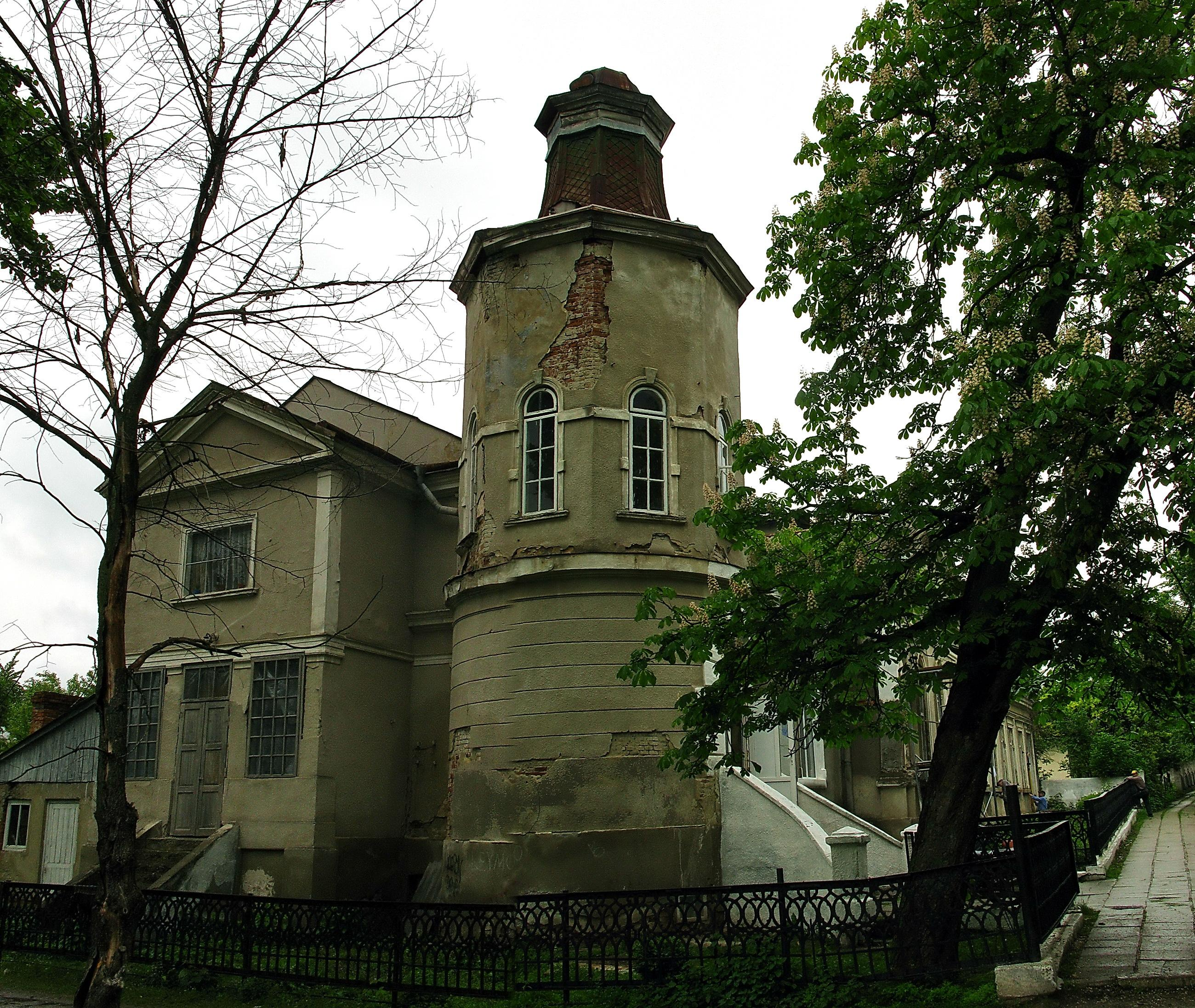
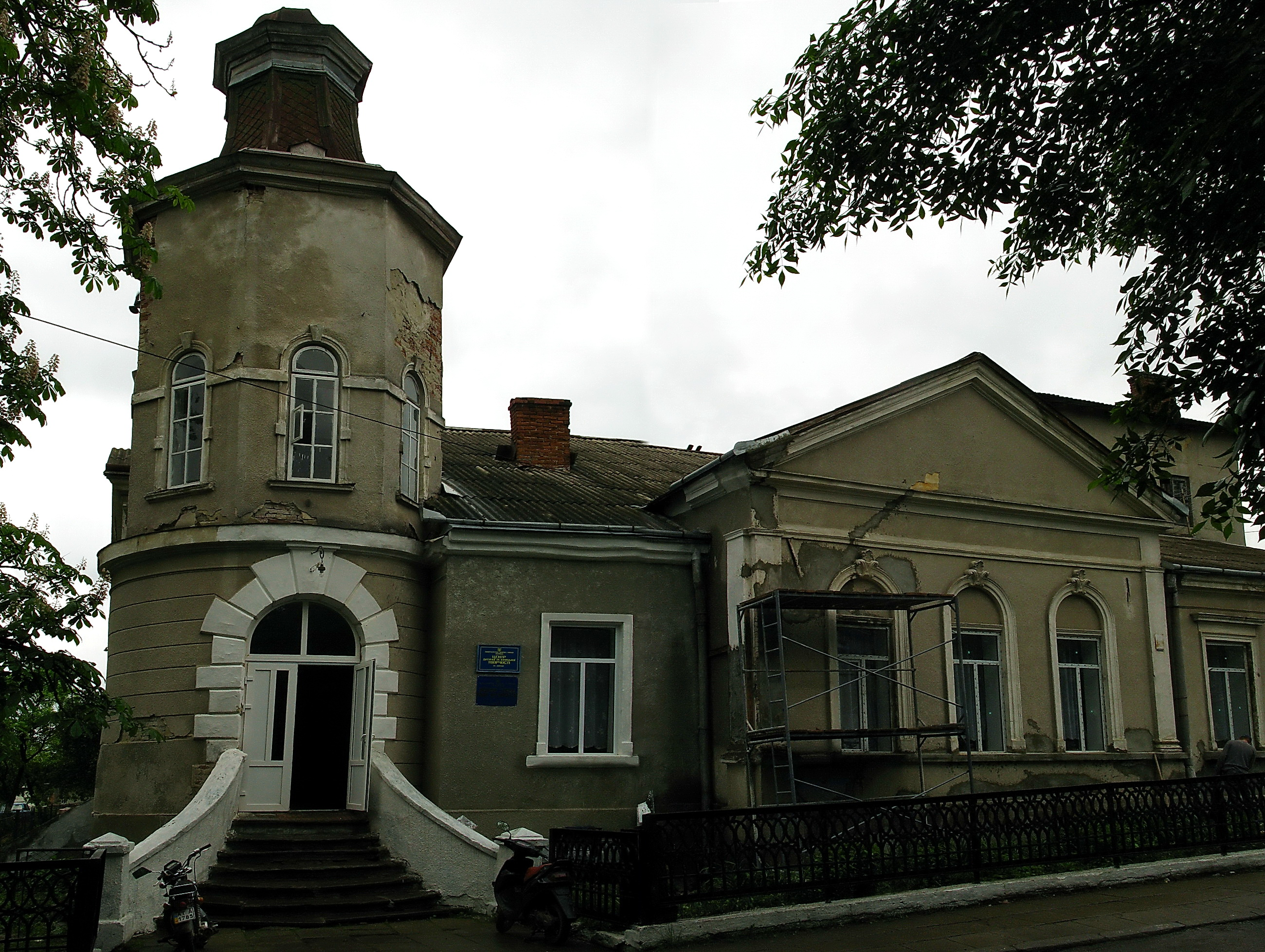